# Grundämnenas oxidationstillstånd
Detta är en lista över grundämnenas kända oxidationstillstånd, exklusive icke-heltaliga värden. De vanligaste tillstånden är markerade med fetstil. Tabellen är baserad på den av Greenwood och Earnshaw, med tillägg noterade. Oxidationstillstånd 0, vilket förekommer för alla grundämnen, är underförstått av kolumnen med grundämnets kemiska tecken. Tabellens format, som uppfanns av Dmitrij Mendelejev (1889), visar periodiciteten av grundämnenas oxidationstillstånd.
- Grundämne
- Ädelgas

| Z   | Grundämne     | Oxidationstillstånd | Oxidationstillstånd | Oxidationstillstånd | Oxidationstillstånd | Oxidationstillstånd | Oxidationstillstånd | Oxidationstillstånd | Oxidationstillstånd | Oxidationstillstånd | Oxidationstillstånd | Oxidationstillstånd | Oxidationstillstånd | Oxidationstillstånd | Oxidationstillstånd | Oxidationstillstånd | Grupp | Noter                       |
| Z   | Grundämne     | −5                  | −4                  | −3                  | −2                  | −1                  | 0                   | +1                  | +2                  | +3                  | +4                  | +5                  | +6                  | +7                  | +8                  | +9                  | Grupp | Noter                       |
| --- | ------------- | ------------------- | ------------------- | ------------------- | ------------------- | ------------------- | ------------------- | ------------------- | ------------------- | ------------------- | ------------------- | ------------------- | ------------------- | ------------------- | ------------------- | ------------------- | ----- | --------------------------- |
|     |               |                     |                     |                     |                     |                     |                     |                     |                     |                     |                     |                     |                     |                     |                     |                     |       |                             |
| 1   | Väte          |                     |                     |                     |                     | −1                  | H                   | +1                  |                     |                     |                     |                     |                     |                     |                     |                     | 1     |                             |
| 2   | Helium        |                     |                     |                     |                     |                     | He                  |                     |                     |                     |                     |                     |                     |                     |                     |                     | 18    |                             |
| 3   | Litium        |                     |                     |                     |                     |                     | Li                  | +1                  |                     |                     |                     |                     |                     |                     |                     |                     | 1     | [ 2 ]                       |
| 4   | Beryllium     |                     |                     |                     |                     |                     | Be                  | +1                  | +2                  |                     |                     |                     |                     |                     |                     |                     | 2     | [ 3 ]                       |
| 5   | Bor           | −5                  |                     |                     |                     | −1                  | B                   | +1                  | +2                  | +3                  |                     |                     |                     |                     |                     |                     | 13    | [ 4 ] [ 5 ]                 |
| 6   | Kol           |                     | −4                  | −3                  | −2                  | −1                  | C                   | +1                  | +2                  | +3                  | +4                  |                     |                     |                     |                     |                     | 14    |                             |
| 7   | Kväve         |                     |                     | −3                  | −2                  | −1                  | N                   | +1                  | +2                  | +3                  | +4                  | +5                  |                     |                     |                     |                     | 15    |                             |
| 8   | Syre          |                     |                     |                     | −2                  | −1                  | O                   | +1                  | +2                  |                     |                     |                     |                     |                     |                     |                     | 16    |                             |
| 9   | Fluor         |                     |                     |                     |                     | −1                  | F                   |                     |                     |                     |                     |                     |                     |                     |                     |                     | 17    |                             |
| 10  | Neon          |                     |                     |                     |                     |                     | Ne                  |                     |                     |                     |                     |                     |                     |                     |                     |                     | 18    |                             |
| 11  | Natrium       |                     |                     |                     |                     | −1                  | Na                  | +1                  |                     |                     |                     |                     |                     |                     |                     |                     | 1     | [ 2 ]                       |
| 12  | Magnesium     |                     |                     |                     |                     |                     | Mg                  | +1                  | +2                  |                     |                     |                     |                     |                     |                     |                     | 2     | [ 6 ]                       |
| 13  | Aluminium     |                     |                     |                     | −2                  | −1                  | Al                  | +1                  | +2                  | +3                  |                     |                     |                     |                     |                     |                     | 13    | [ 7 ] [ 8 ] [ 9 ]           |
| 14  | Kisel         |                     | −4                  | −3                  | −2                  | −1                  | Si                  | +1                  | +2                  | +3                  | +4                  |                     |                     |                     |                     |                     | 14    |                             |
| 15  | Fosfor        |                     |                     | −3                  | −2                  | −1                  | P                   | +1                  | +2                  | +3                  | +4                  | +5                  |                     |                     |                     |                     | 15    |                             |
| 16  | Svavel        |                     |                     |                     | −2                  | −1                  | S                   | +1                  | +2                  | +3                  | +4                  | +5                  | +6                  |                     |                     |                     | 16    |                             |
| 17  | Klor          |                     |                     |                     |                     | −1                  | Cl                  | +1                  | +2                  | +3                  | +4                  | +5                  | +6                  | +7                  |                     |                     | 17    | [ 10 ]                      |
| 18  | Argon         |                     |                     |                     |                     |                     | Ar                  |                     |                     |                     |                     |                     |                     |                     |                     |                     | 18    |                             |
| 19  | Kalium        |                     |                     |                     |                     | −1                  | K                   | +1                  |                     |                     |                     |                     |                     |                     |                     |                     | 1     | [ 2 ]                       |
| 20  | Kalcium       |                     |                     |                     |                     | −1                  | Ca                  | +1                  | +2                  |                     |                     |                     |                     |                     |                     |                     | 2     | [ 11 ] [ 12 ]               |
| 21  | Skandium      |                     |                     |                     |                     |                     | Sc                  | +1                  | +2                  | +3                  |                     |                     |                     |                     |                     |                     | 3     |                             |
| 22  | Titan         |                     |                     |                     | −2                  | −1                  | Ti                  | +1                  | +2                  | +3                  | +4                  |                     |                     |                     |                     |                     | 4     | [ 13 ] [ 14 ] [ 15 ]        |
| 23  | Vanadin       |                     |                     | −3                  |                     | −1                  | V                   | +1                  | +2                  | +3                  | +4                  | +5                  |                     |                     |                     |                     | 5     | [ 14 ]                      |
| 24  | Krom          |                     | −4                  |                     | −2                  | −1                  | Cr                  | +1                  | +2                  | +3                  | +4                  | +5                  | +6                  |                     |                     |                     | 6     | [ 14 ]                      |
| 25  | Mangan        |                     |                     | −3                  | −2                  | −1                  | Mn                  | +1                  | +2                  | +3                  | +4                  | +5                  | +6                  | +7                  |                     |                     | 7     |                             |
| 26  | Järn          |                     | −4                  |                     | −2                  | −1                  | Fe                  | +1                  | +2                  | +3                  | +4                  | +5                  | +6                  |                     |                     |                     | 8     | [ 16 ] [ 17 ]               |
| 27  | Kobolt        |                     |                     | −3                  |                     | −1                  | Co                  | +1                  | +2                  | +3                  | +4                  | +5                  |                     |                     |                     |                     | 9     | [ 14 ]                      |
| 28  | Nickel        |                     |                     |                     | −2                  | −1                  | Ni                  | +1                  | +2                  | +3                  | +4                  |                     |                     |                     |                     |                     | 10    | [ 18 ]                      |
| 29  | Koppar        |                     |                     |                     | −2                  |                     | Cu                  | +1                  | +2                  | +3                  | +4                  |                     |                     |                     |                     |                     | 11    | [ 17 ]                      |
| 30  | Zink          |                     |                     |                     | −2                  |                     | Zn                  | +1                  | +2                  |                     |                     |                     |                     |                     |                     |                     | 12    | [ 17 ] [ 19 ]               |
| 31  | Gallium       | −5                  | −4                  |                     | −2                  | −1                  | Ga                  | +1                  | +2                  | +3                  |                     |                     |                     |                     |                     |                     | 13    | [ 8 ] [ 20 ]                |
| 32  | Germanium     |                     | −4                  | −3                  | −2                  | −1                  | Ge                  | +1                  | +2                  | +3                  | +4                  |                     |                     |                     |                     |                     | 14    | [ 21 ]                      |
| 33  | Arsenik       |                     |                     | −3                  | −2                  | −1                  | As                  | +1                  | +2                  | +3                  | +4                  | +5                  |                     |                     |                     |                     | 15    | [ 8 ] [ 22 ] [ 23 ]         |
| 34  | Selen         |                     |                     |                     | −2                  | −1                  | Se                  | +1                  | +2                  | +3                  | +4                  | +5                  | +6                  |                     |                     |                     | 16    | [ 24 ] [ 25 ] [ 26 ] [ 27 ] |
| 35  | Brom          |                     |                     |                     |                     | −1                  | Br                  | +1                  |                     | +3                  | +4                  | +5                  |                     | +7                  |                     |                     | 17    |                             |
| 36  | Krypton       |                     |                     |                     |                     |                     | Kr                  |                     | +2                  |                     |                     |                     |                     |                     |                     |                     | 18    |                             |
| 37  | Rubidium      |                     |                     |                     |                     | −1                  | Rb                  | +1                  |                     |                     |                     |                     |                     |                     |                     |                     | 1     | [ 2 ]                       |
| 38  | Strontium     |                     |                     |                     |                     |                     | Sr                  | +1                  | +2                  |                     |                     |                     |                     |                     |                     |                     | 2     | [ 28 ]                      |
| 39  | Yttrium       |                     |                     |                     |                     |                     | Y                   | +1                  | +2                  | +3                  |                     |                     |                     |                     |                     |                     | 3     | [ 29 ] [ 30 ]               |
| 40  | Zirkonium     |                     |                     |                     | −2                  |                     | Zr                  | +1                  | +2                  | +3                  | +4                  |                     |                     |                     |                     |                     | 4     | [ 14 ] [ 31 ]               |
| 41  | Niob          |                     |                     | −3                  |                     | −1                  | Nb                  | +1                  | +2                  | +3                  | +4                  | +5                  |                     |                     |                     |                     | 5     | [ 14 ] [ 32 ]               |
| 42  | Molybden      |                     | −4                  |                     | −2                  | −1                  | Mo                  | +1                  | +2                  | +3                  | +4                  | +5                  | +6                  |                     |                     |                     | 6     | [ 14 ]                      |
| 43  | Teknetium     |                     |                     | −3                  |                     | −1                  | Tc                  | +1                  | +2                  | +3                  | +4                  | +5                  | +6                  | +7                  |                     |                     | 7     |                             |
| 44  | Rutenium      |                     | −4                  |                     | −2                  |                     | Ru                  | +1                  | +2                  | +3                  | +4                  | +5                  | +6                  | +7                  | +8                  |                     | 8     | [ 14 ] [ 17 ]               |
| 45  | Rodium        |                     |                     | −3                  |                     | −1                  | Rh                  | +1                  | +2                  | +3                  | +4                  | +5                  | +6                  |                     |                     |                     | 9     | [ 14 ]                      |
| 46  | Palladium     |                     |                     |                     |                     |                     | Pd                  | +1                  | +2                  | +3                  | +4                  | +5                  | +6                  |                     |                     |                     | 10    | [ 33 ] [ 34 ] [ 35 ] [ 36 ] |
| 47  | Silver        |                     |                     |                     | −2                  | −1                  | Ag                  | +1                  | +2                  | +3                  | +4                  |                     |                     |                     |                     |                     | 11    | [ 17 ] [ 37 ] [ 38 ]        |
| 48  | Kadmium       |                     |                     |                     | −2                  |                     | Cd                  | +1                  | +2                  |                     |                     |                     |                     |                     |                     |                     | 12    | [ 17 ] [ 39 ]               |
| 49  | Indium        | −5                  |                     |                     | −2                  | −1                  | In                  | +1                  | +2                  | +3                  |                     |                     |                     |                     |                     |                     | 13    | [ 8 ] [ 40 ] [ 41 ]         |
| 50  | Tenn          |                     | −4                  | −3                  | −2                  | −1                  | Sn                  | +1                  | +2                  | +3                  | +4                  |                     |                     |                     |                     |                     | 14    | [ 8 ] [ 42 ] [ 43 ]         |
| 51  | Antimon       |                     |                     | −3                  | −2                  | −1                  | Sb                  | +1                  | +2                  | +3                  | +4                  | +5                  |                     |                     |                     |                     | 15    | [ 8 ] [ 44 ] [ 45 ] [ 46 ]  |
| 52  | Tellur        |                     |                     |                     | −2                  | −1                  | Te                  | +1                  | +2                  | +3                  | +4                  | +5                  | +6                  |                     |                     |                     | 16    | [ 8 ] [ 47 ] [ 48 ] [ 49 ]  |
| 53  | Jod           |                     |                     |                     |                     | −1                  | I                   | +1                  |                     | +3                  | +4                  | +5                  | +6                  | +7                  |                     |                     | 17    | [ 50 ] [ 51 ]               |
| 54  | Xenon         |                     |                     |                     |                     |                     | Xe                  |                     | +2                  |                     | +4                  |                     | +6                  |                     | +8                  |                     | 18    | [ 52 ]                      |
| 55  | Cesium        |                     |                     |                     |                     | −1                  | Cs                  | +1                  |                     |                     |                     |                     |                     |                     |                     |                     | 1     | [ 2 ]                       |
| 56  | Barium        |                     |                     |                     |                     |                     | Ba                  | +1                  | +2                  |                     |                     |                     |                     |                     |                     |                     | 2     | [ 53 ]                      |
| 57  | Lantan        |                     |                     |                     |                     |                     | La                  | +1                  | +2                  | +3                  |                     |                     |                     |                     |                     |                     |       | [ 54 ]                      |
| 58  | Cerium        |                     |                     |                     |                     |                     | Ce                  |                     | +2                  | +3                  | +4                  |                     |                     |                     |                     |                     |       |                             |
| 59  | Praseodym     |                     |                     |                     |                     |                     | Pr                  |                     | +2                  | +3                  | +4                  |                     |                     |                     |                     |                     |       |                             |
| 60  | Neodym        |                     |                     |                     |                     |                     | Nd                  |                     | +2                  | +3                  | +4                  |                     |                     |                     |                     |                     |       | [ 55 ]                      |
| 61  | Prometium     |                     |                     |                     |                     |                     | Pm                  |                     | +2                  | +3                  |                     |                     |                     |                     |                     |                     |       | [ 56 ]                      |
| 62  | Samarium      |                     |                     |                     |                     |                     | Sm                  |                     | +2                  | +3                  |                     |                     |                     |                     |                     |                     |       |                             |
| 63  | Europium      |                     |                     |                     |                     |                     | Eu                  |                     | +2                  | +3                  |                     |                     |                     |                     |                     |                     |       |                             |
| 64  | Gadolinium    |                     |                     |                     |                     |                     | Gd                  | +1                  | +2                  | +3                  |                     |                     |                     |                     |                     |                     |       |                             |
| 65  | Terbium       |                     |                     |                     |                     |                     | Tb                  | +1                  | +2                  | +3                  | +4                  |                     |                     |                     |                     |                     |       | [ 56 ]                      |
| 66  | Dysprosium    |                     |                     |                     |                     |                     | Dy                  |                     | +2                  | +3                  | +4                  |                     |                     |                     |                     |                     |       | [ 57 ]                      |
| 67  | Holmium       |                     |                     |                     |                     |                     | Ho                  |                     | +2                  | +3                  |                     |                     |                     |                     |                     |                     |       | [ 56 ]                      |
| 68  | Erbium        |                     |                     |                     |                     |                     | Er                  |                     | +2                  | +3                  |                     |                     |                     |                     |                     |                     |       | [ 56 ]                      |
| 69  | Tulium        |                     |                     |                     |                     |                     | Tm                  |                     | +2                  | +3                  |                     |                     |                     |                     |                     |                     |       |                             |
| 70  | Ytterbium     |                     |                     |                     |                     |                     | Yb                  |                     | +2                  | +3                  |                     |                     |                     |                     |                     |                     |       |                             |
| 71  | Lutetium      |                     |                     |                     |                     |                     | Lu                  |                     | +2                  | +3                  |                     |                     |                     |                     |                     |                     | 3     | [ 56 ]                      |
| 72  | Hafnium       |                     |                     |                     | −2                  |                     | Hf                  | +1                  | +2                  | +3                  | +4                  |                     |                     |                     |                     |                     | 4     | [ 14 ] [ 58 ]               |
| 73  | Tantal        |                     |                     | −3                  |                     | −1                  | Ta                  | +1                  | +2                  | +3                  | +4                  | +5                  |                     |                     |                     |                     | 5     | [ 14 ] [ 59 ]               |
| 74  | Volfram       |                     | −4                  |                     | −2                  | −1                  | W                   | +1                  | +2                  | +3                  | +4                  | +5                  | +6                  |                     |                     |                     | 6     | [ 14 ]                      |
| 75  | Rhenium       |                     |                     | −3                  |                     | −1                  | Re                  | +1                  | +2                  | +3                  | +4                  | +5                  | +6                  | +7                  |                     |                     | 7     |                             |
| 76  | Osmium        |                     | −4                  |                     | −2                  | −1                  | Os                  | +1                  | +2                  | +3                  | +4                  | +5                  | +6                  | +7                  | +8                  |                     | 8     | [ 17 ] [ 60 ]               |
| 77  | Iridium       |                     |                     | −3                  |                     | −1                  | Ir                  | +1                  | +2                  | +3                  | +4                  | +5                  | +6                  | +7                  | +8                  | +9                  | 9     | [ 61 ] [ 62 ] [ 63 ] [ 64 ] |
| 78  | Platina       |                     |                     | −3                  | −2                  | −1                  | Pt                  | +1                  | +2                  | +3                  | +4                  | +5                  | +6                  |                     |                     |                     | 10    | [ 17 ] [ 65 ] [ 66 ]        |
| 79  | Guld          |                     |                     | −3                  | −2                  | −1                  | Au                  | +1                  | +2                  | +3                  |                     | +5                  |                     |                     |                     |                     | 11    | [ 17 ]                      |
| 80  | Kvicksilver   |                     |                     |                     | −2                  |                     | Hg                  | +1                  | +2                  |                     | +4                  |                     |                     |                     |                     |                     | 12    | [ 17 ] [ 67 ]               |
| 81  | Tallium       | −5                  |                     |                     | −2                  | −1                  | Tl                  | +1                  | +2                  | +3                  |                     |                     |                     |                     |                     |                     | 13    | [ 8 ] [ 68 ] [ 69 ] [ 70 ]  |
| 82  | Bly           |                     | −4                  |                     | −2                  | −1                  | Pb                  | +1                  | +2                  | +3                  | +4                  |                     |                     |                     |                     |                     | 14    | [ 8 ] [ 71 ] [ 72 ]         |
| 83  | Vismut        |                     |                     | −3                  | −2                  | −1                  | Bi                  | +1                  | +2                  | +3                  | +4                  | +5                  |                     |                     |                     |                     | 15    | [ 73 ] [ 74 ] [ 75 ] [ 76 ] |
| 84  | Polonium      |                     |                     |                     | −2                  |                     | Po                  |                     | +2                  |                     | +4                  | +5                  | +6                  |                     |                     |                     | 16    | [ 77 ]                      |
| 85  | Astat         |                     |                     |                     |                     | −1                  | At                  | +1                  |                     | +3                  |                     | +5                  |                     | +7                  |                     |                     | 17    |                             |
| 86  | Radon         |                     |                     |                     |                     |                     | Rn                  |                     | +2                  |                     |                     |                     | +6                  |                     |                     |                     | 18    | [ 78 ] [ 79 ] [ 80 ]        |
| 87  | Francium      |                     |                     |                     |                     |                     | Fr                  | +1                  |                     |                     |                     |                     |                     |                     |                     |                     | 1     |                             |
| 88  | Radium        |                     |                     |                     |                     |                     | Ra                  |                     | +2                  |                     |                     |                     |                     |                     |                     |                     | 2     |                             |
| 89  | Aktinium      |                     |                     |                     |                     |                     | Ac                  |                     | +2                  | +3                  |                     |                     |                     |                     |                     |                     |       | [ 81 ]                      |
| 90  | Torium        |                     |                     |                     |                     |                     | Th                  | +1                  | +2                  | +3                  | +4                  |                     |                     |                     |                     |                     |       | [ 82 ]                      |
| 91  | Protaktinium  |                     |                     |                     |                     |                     | Pa                  |                     | +2                  | +3                  | +4                  | +5                  |                     |                     |                     |                     |       | [ 83 ]                      |
| 92  | Uran          |                     |                     |                     |                     |                     | U                   | +1                  | +2                  | +3                  | +4                  | +5                  | +6                  |                     |                     |                     |       | [ 84 ] [ 85 ]               |
| 93  | Neptunium     |                     |                     |                     |                     |                     | Np                  |                     | +2                  | +3                  | +4                  | +5                  | +6                  | +7                  |                     |                     |       | [ 86 ]                      |
| 94  | Plutonium     |                     |                     |                     |                     |                     | Pu                  | +1                  | +2                  | +3                  | +4                  | +5                  | +6                  | +7                  | +8                  |                     |       | [ 86 ] [ 87 ] [ 88 ]        |
| 95  | Americium     |                     |                     |                     |                     |                     | Am                  |                     | +2                  | +3                  | +4                  | +5                  | +6                  | +7                  | +8                  |                     |       | [ 89 ] [ 90 ]               |
| 96  | Curium        |                     |                     |                     |                     |                     | Cm                  |                     | +2                  | +3                  | +4                  |                     | +6                  |                     |                     |                     |       | [ 86 ] [ 91 ] [ 92 ]        |
| 97  | Berkelium     |                     |                     |                     |                     |                     | Bk                  |                     | +2                  | +3                  | +4                  |                     |                     |                     |                     |                     |       | [ 93 ]                      |
| 98  | Californium   |                     |                     |                     |                     |                     | Cf                  |                     | +2                  | +3                  | +4                  |                     |                     |                     |                     |                     |       |                             |
| 99  | Einsteinium   |                     |                     |                     |                     |                     | Es                  |                     | +2                  | +3                  | +4                  |                     |                     |                     |                     |                     |       | [ 94 ]                      |
| 100 | Fermium       |                     |                     |                     |                     |                     | Fm                  |                     | +2                  | +3                  |                     |                     |                     |                     |                     |                     |       |                             |
| 101 | Mendelevium   |                     |                     |                     |                     |                     | Md                  |                     | +2                  | +3                  |                     |                     |                     |                     |                     |                     |       |                             |
| 102 | Nobelium      |                     |                     |                     |                     |                     | No                  |                     | +2                  | +3                  |                     |                     |                     |                     |                     |                     |       |                             |
| 103 | Lawrencium    |                     |                     |                     |                     |                     | Lr                  |                     |                     | +3                  |                     |                     |                     |                     |                     |                     | 3     |                             |
| 104 | Rutherfordium |                     |                     |                     |                     |                     | Rf                  |                     |                     |                     | +4                  |                     |                     |                     |                     |                     | 4     |                             |
| 105 | Dubnium       |                     |                     |                     |                     |                     | Db                  |                     |                     |                     |                     | +5                  |                     |                     |                     |                     | 5     | [ 95 ]                      |
| 106 | Seaborgium    |                     |                     |                     |                     |                     | Sg                  |                     |                     |                     |                     |                     | +6                  |                     |                     |                     | 6     | [ 96 ]                      |
| 107 | Bohrium       |                     |                     |                     |                     |                     | Bh                  |                     |                     |                     |                     |                     |                     | +7                  |                     |                     | 7     | [ 97 ]                      |
| 108 | Hassium       |                     |                     |                     |                     |                     | Hs                  |                     |                     |                     |                     |                     |                     |                     | +8                  |                     | 8     | [ 98 ]                      |
| 109 | Meitnerium    |                     |                     |                     |                     |                     | Mt                  |                     |                     | +3                  | +4                  |                     |                     |                     |                     |                     | 9     |                             |
| 110 | Darmstadtium  |                     |                     |                     |                     |                     | Ds                  |                     |                     | +3                  | +4                  |                     |                     |                     |                     |                     | 10    |                             |
| 111 | Röntgenium    |                     |                     |                     |                     |                     | Rg                  |                     |                     | +3                  |                     |                     |                     |                     |                     |                     | 11    |                             |
| 112 | Copernicium   |                     |                     |                     |                     |                     | Cn                  | +1                  | +2                  |                     |                     |                     |                     |                     |                     |                     | 12    |                             |
| 113 | Nihonium      |                     |                     |                     |                     |                     | Nh                  | +1                  |                     | +3                  |                     |                     |                     |                     |                     |                     | 13    |                             |
| 114 | Flerovium     |                     |                     |                     |                     |                     | Fl                  |                     | +2                  |                     |                     |                     |                     |                     |                     |                     | 14    |                             |
| 115 | Moskovium     |                     |                     |                     |                     |                     | Mc                  |                     |                     | +3                  |                     | +5                  |                     |                     |                     |                     | 15    |                             |
| 116 | Livermorium   |                     |                     |                     |                     |                     | Lv                  |                     |                     |                     | +4                  | +5                  |                     |                     |                     |                     | 16    |                             |
| 117 | Tenness       |                     |                     |                     |                     | −1                  | Ts                  | +1                  |                     | +3                  |                     | +5                  |                     | +7                  |                     |                     | 17    |                             |
| 118 | Oganesson     |                     |                     |                     |                     |                     | Og                  |                     | +2                  |                     |                     |                     |                     |                     |                     |                     | 18    |                             |
| 119 | Ununennium    |                     |                     |                     |                     |                     | Uue                 | +1                  |                     |                     |                     |                     |                     |                     |                     |                     | 1     |                             |
| 120 | Unbinilium    |                     |                     |                     |                     |                     | Ubn                 |                     | +2                  |                     |                     |                     |                     |                     |                     |                     | 2     |                             |

## Langmuirs diagram
Ett diagram med ett liknande format (nedan) användes av Irving Langmuir (1919) i ett av de tidiga verken om oktettregeln. Oxidationstillståndens periodicitet var ett av bevisen som föranledde att Langmuir antog regeln.